# Direct Relief

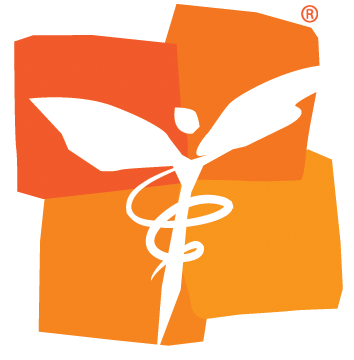
Logo

Direct Relief ist eine Non-Profit-Organisation mit Sitz in Santa Barbara, Kalifornien, die sich auf Medikamentenlieferungen in Krisengebiete konzentriert.

## Geschichte
William D. Zimdin, ein international tätiger amerikanischer Hotel- und Casinomillionär estnisch-jüdischer Herkunft, sandte nach dem Kriegsende 1945 tausende Hilfspakete an seine Verwandten, Freunde und ehemaligen Angestellten in Europa. Daraus entwickelte sich die William Zimdin Foundation, die am 23. August 1948 als Nonprofit-Organisation nach kalifornischem Recht gegründet wurde.
Nach Zimdins Tod im Jahr 1951 wurde dessen Stiftung durch Dezsö (Dennis) Karczag, einen gebürtigen Ungarn und Geschäftspartner Zimdins, weitergeführt. 1957 kam es zu einer Namensänderung in  Direct Relief Foundation, seit 1982 gilt der heutige Name Direct Relief International.
Das Prinzip Hilfe zur Selbsthilfe steht bei Direct Relief International im Zentrum. So gab es seit 1950 bis in die 1960er-Jahre einen revolvierenden Darlehensfonds für Flüchtlinge.
Mit der Besserung der wirtschaftlichen Lage in Europa orientierte sich die Organisation zunehmend auf andere Weltteile, erwarb 1962 die Lizenz als Medikamentengroßhändler
und etablierte gute Kontakte zur amerikanischen Pharmaindustrie, die Direct Relief mit großzügigen Spenden zu unterstützen begann.
Im Fiskaljahr 2008 erbrachte  Direct Relief Leistungen im Ausmaß von 214 Millionen Dollar  an direkter Hilfe in 59 Ländern. Direct Relief gilt als eine der effizientesten amerikanischen Stiftungen. Sie ist in den letzten Jahren besonders bei Großkatastrophen (Hurricans, Tsunami-Katastrophe vom Dezember 2004, Erdbeben in Pakistan etc.) hervorgetreten.

## Weblink
- Website von Direct Relief (englisch)